# 오오시마 마이
오오시마 마이(大島 麻衣, 1987년 9월 11일 ~ )는 일본 여성그룹 아이돌 AKB48의 팀A의 전 멤버이다. 친구 : AKB48 팀A 졸업멤버 : 마에다 아츠코
지바현 노다시 출신.
호리프로 소속 동시에 호리프로 예능인 여자 풋살팀 「XANADU loves NHC」에도 소속. 등번호는 「18」.
그 밖에 그라비아 활동도 한다.
2009년 4월 26일 하야노 카오루, 우리야 아카네와 함께 AKB48을 졸업하였다.
2010년 5월 5일 에이벡스를 통해 싱글 「メンドクサイ愛情」로 솔로 데뷔하였다. 친구: 마에다 아츠코.이타노 토모미
아스트로의 차은우의 팬이다.

## 음반

### 싱글
1. メンドクサイ愛情 (2010년 5월 5일)
2. 愛ってナンダホー (2010년 8월 11일)
3. Second Lady (2011년 7월 27일)